# Sigma2 Cancri
Sigma2 Cancri (σ2 Cancri, förkortad Sigma2 Cnc, σ2 Cnc), som är stjärnans Bayer-beteckning, är en ensam stjärna i norra delen av stjärnbilden Kräftan. Den har en skenbar magnitud av 5,44 och är synlig för blotta ögat där ljusföroreningar ej förekommer. Baserat på parallaxmätning inom Hipparcosuppdraget på ca 16,8 mas, beräknas den befinna sig på ett avstånd av ca 194 ljusår (60 parsek) från solen.

## Egenskaper
Sigma2 Cancri är en blå till vit underjättestjärna av spektralklass A7 IV. Den har en massa som är ca 1,8 gånger solens massa, en radie som är ca 2,4 gånger solens radie och avger ca 22 gånger mer energi än solen från dess fotosfär vid en effektiv temperatur på ca 8 300 K.